# محوطه کله شک
محوطه کله شک مربوط به عصر آهن - دوره اشکانیان - دوره ساسانیان - سده‌های میانه دوران‌های تاریخی پس از اسلام است و در شهرستان گیلانغرب، بخش مرکزی، دهستان چله، ۳۰۰ متری شرق روستای متروکه کله شک واقع شده و این اثر در تاریخ ۲۶ اسفند ۱۳۸۷ با شمارهٔ ثبت ۲۵۷۴۷ به‌عنوان یکی از آثار ملی ایران به ثبت رسیده است.